# ジャングル・カービン
ジャングル・カービン（英語: Jungle Carbine）とは、第二次世界大戦末期にイギリスで開発された小銃である。制式名称はRifle No. 5 Mk I。原型はイギリス軍の主力小銃だったリー・エンフィールド No.4 Mk I小銃で、「ジャングル・カービン」という愛称にもかかわらず、元々は欧州戦線における空挺部隊の「より短く、軽量に」(Shortened, Lightened)という要求に従い設計されたカービン・モデルであった。広域に配備される前に欧州戦線における終戦が実現した為、本格的な実戦投入は戦後のマレー危機を始めとする植民地紛争においてであった。マレーのジャングルではしばしばごく短い距離での銃撃戦が発生した為、No.5小銃の小型軽量という特徴は大きな利点となった。「ジャングル・カービン」の愛称もこうした戦後の運用に因むものである。生産は1944年3月から1947年12月まで行われた。

## 軍用小銃として

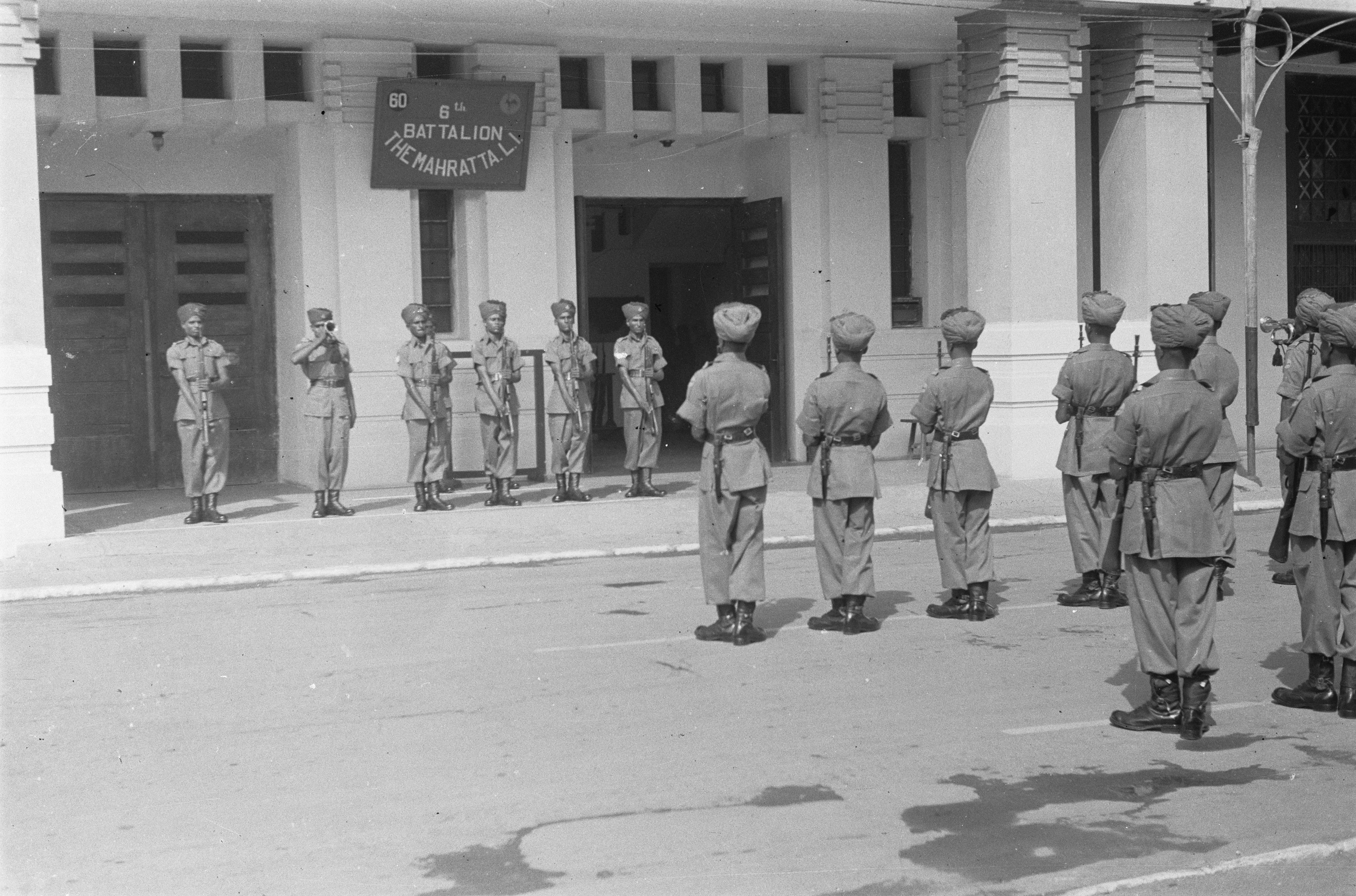
No.5小銃/銃剣を携行したイギリス領インド陸軍の兵士ら（1946年）

制式名称はあくまでもNo.5 Mk 1小銃（Rifle No. 5 Mk I）であり「ジャングル・カービン」（Jungle Carbine）という名称は非公式な愛称に過ぎなかったが、第二次世界大戦からマレー危機にかけて従軍したイギリス兵および英連邦兵はしばしばNo.5小銃を指して「ジャングル・カービン」という呼称を用いた。
No.5小銃は原型のNo.4小銃と比較して銃身がおよそ100mm短縮され、それによりおよそ1kg軽量化されている。また機関部の本体や銃身には「ライトニング・カット」（lightening cuts, 肉抜き加工）が施され、ボルトハンドルの軸心にも穴が開けられ、木製部品も切り詰めるなどの全面的な軽量化が図られている。その一方、大型のラッパ型消炎器やゴム製肩当てなど、No.4小銃よりも大きくなった反動に対処する為の部品が加えられていた。軽量化と短銃身化により反動が大きくなっていたものの、極東などのジャングルではNo.4小銃など従来の歩兵銃よりも使いやすく人気があり、ここからジャングル・カービンの愛称が生まれた。後部照準器は従来の形状を踏襲した起倒式で、倒した状態で戦闘照準用の固定環形照門、引き起こすと800ヤードまで調節できる昇降式環形照門を備えている。

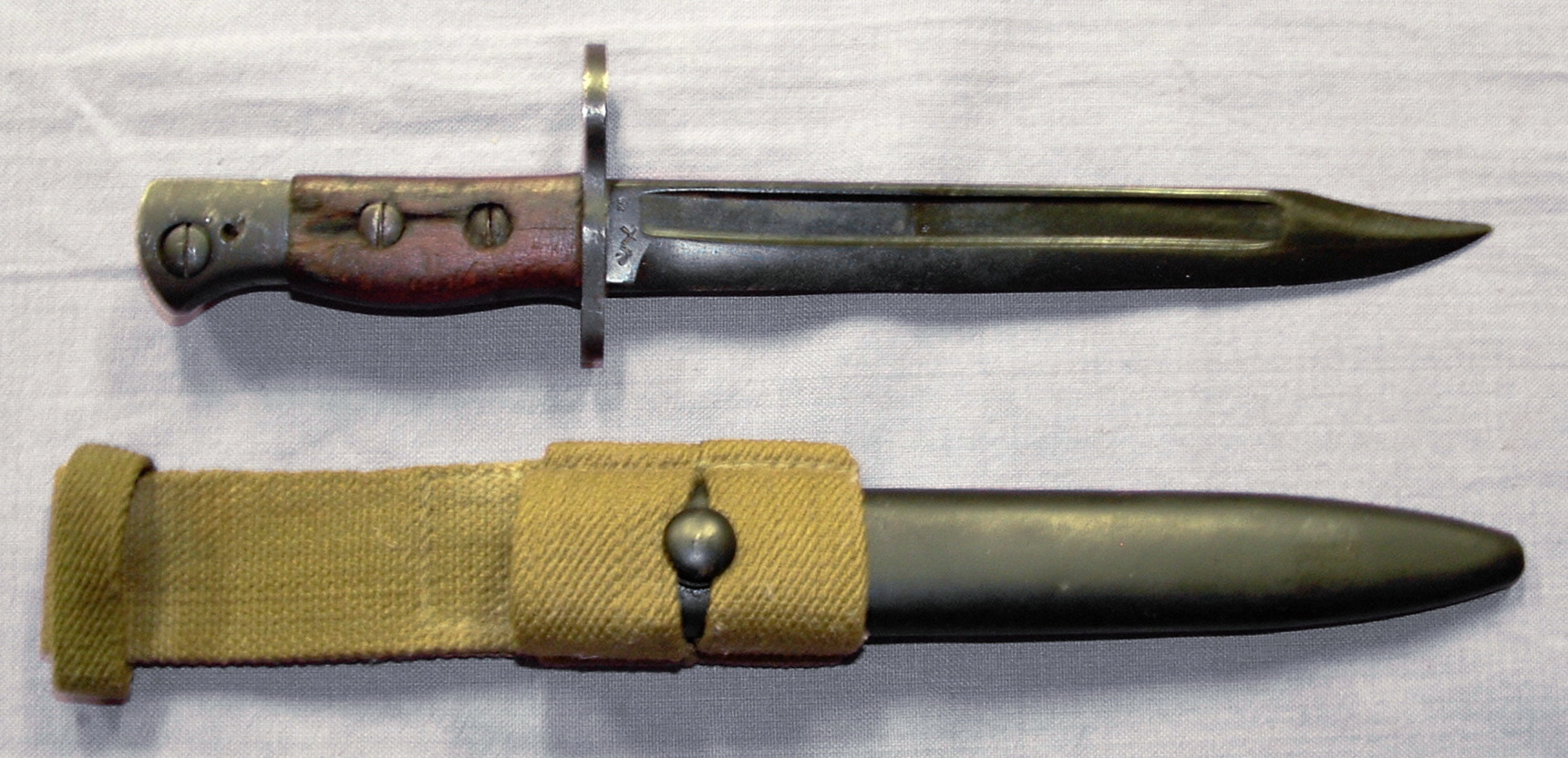
No.5銃剣。柄を固定するボルトは当初一本で、のちに強化されて二本となった

ラッパ型消炎器を取り付けたことで従来のスパイク型銃剣が着剣できなくなり、必要に応じて戦闘ナイフとしても使用できる新型のNo.5ナイフ型銃剣(No. 5 blade bayonet)が設計された。
小銃擲弾を発射できるように各部を強化するなど複数の改良案も存在していたが、いずれも実際に生産されることはなかった。また航空機搭乗員向けにテイクダウンモデル（takedown, 分割可能なモデル）の設計案も存在したが、これも生産には至っていない。

### ワンダリング・ゼロ(Wandering Zero)
No.5小銃は多くの兵士により「ワンダリング・ゼロ」という欠陥が指摘されていた。すなわち、精度が劣悪で射撃の度に着弾点が大幅に異なるため、照準器の正確なゼロイン調整が不可能とされていたのである。
1940年代半ばから後半に行われた各種試験ではNo.5小銃についてしばしば射撃精度の問題が指摘されており、この原因は短銃身化や軽量化にあると考えられていた。1947年、イギリス政府はNo.5小銃の欠陥を設計上の問題と認めて製造の中止を決定した。
しかし、近年ではNo.5小銃についてこうした問題が見られないと語る銃器コレクターも多い。その為、No.5小銃の製造中止は英国軍の主力歩兵銃をボルトアクション式小銃から半自動式小銃に転換することを目的としていたのではないかとの予想もなされている。また一方で、L1A1半自動小銃が採用される直前の1957年までNo.4小銃が調達されていた点を指摘し、No.5小銃にはNo.4小銃に見られなかった欠陥が確かに存在すると考える歴史家やコレクターも多い。

## 民生用小銃について
1950年代から1960年代、ゴールデン・ステート・アームズ社(Golden State Arms Corporation)では軍放出品のリー・エンフィールド小銃を原型とするスポーツライフルを「ジャングル・カービン」の名称で販売した。SMLE Mk IIIやNo.4小銃を大量に購入した同社では、これらにNo.5小銃と類似の改造を施してアメリカ合衆国へと輸出したのである。
同じ「ジャングル・カービン」の名称を用いている為、No.5小銃とゴールデン・ステート・アームズ社製の民生用小銃はしばしば混同される。これらを見分けるには機関部の刻印を確認する。No.5小銃には「Rifle No 5 Mk I」の刻印があるが、民生用小銃には製造メーカーの刻印がある。また、サンタフェブランドで販売されたモデルには、銃身にもNo.5小銃には見られない刻印がある。
アメリカの銃器メーカー、ギブス・ライフル社(Gibbs Rifle Compan)やネイビー・アームズ社(Navy Arms)でも放出品のリー・エンフィールド小銃に改造を加えた類似の民生用小銃が販売されていた。